# 山岡淳男
山岡 淳男（やまおか ただお、1925年〈大正14年〉11月28日 - 2013年〈平成25年〉8月18日）は、日本の実業家で、三代目ヤンマー（現・ヤンマーホールディングス）社長。ヤンマーグループを発展させ、中興の祖と評される。1963年から約35年間、社長を務めた。2010年から名誉会長。

## 来歴・人物
1925年（大正14年）11月、山岡孫吉の次男として兵庫県に生まれる。1943年（昭和18年）旧制甲陽中学校卒（現在の甲陽学院中学校・高等学校、22回卒）、1948年（昭和23年）3月に早稲田大学理工学部を卒業後、アメリカ合衆国のコロンビア大学大学院留学を経て、1953年（昭和28年）2月、ヤンマーディーゼル株式会社（当時）に入社した。
1955年（昭和30年）5月に取締役、1961年（昭和36年）11月に常務取締役、1962年（昭和37年）5月に専務取締役を歴任。1963年（昭和38年）10月に同年に急逝した実兄で二代目社長の山岡康人（山岡孫吉の長男）の跡を継いでヤンマーディーゼル株式会社代表取締役社長に就任した。
その後は、ヤンマーグループの代表として、同グループ企業を今発展へと導き、1967年（昭和42年）には売り上げが300億円を突破。農業機械の国内シェアは25%を超え業界トップになった。1998年（平成10年）6月に代表取締役会長、2010年（平成22年）3月以来、名誉会長を務めた。
社外においても国内エンジン産業の振興と発展のために尽力し、この功績が認められて、1984年（昭和59年）4月に藍綬褒章受章。また、1984年（昭和59年）10月から1998年（平成10年）10月までの14年間、日本内燃力発電設備協会の理事を務め自家発業界の発展と拡大に尽力した。1998年（平成10年）4月に勲二等瑞宝章受章。
文化的には、ディーゼルエンジンの生みの親であるルドルフ・ディーゼルの祖国ドイツと日本を学術および文化の交流を通じて結ぶ日独文化研究所において1963年（昭和38年）10月に三代理事長（理事）に就任し、1989年（平成元年）12月には名誉理事長（理事）に就任した。
2013年8月18日、肝不全のため死去。

## 関連書籍
- 「写真で見るヤンマー50年小史」(ヤンマーディーゼル 1963)
- 「燃料報国―ヤンマー70年のあゆみ」 (ヤンマーディーゼル 1983)